# Mikszáth Albert
Kiscsoltói Mikszáth Albert (Budapest, 1889. április 3. – Budapest, 1921. június 24.) miniszteri titkár, földbirtokos, író, újságíró, Mikszáth Kálmán író kisebbik fia.

## Életpályája
Jogot végzett. Minisztériumi alkalmazottként dolgozott, Nógrád vármegye törvényhatósági bizottságának tagja volt.
A bizonytalan személyiségű, labilis idegzetű fiatalember a Budapesti Hírlap, a Pesti Napló és a Pesti Hírlap munkatársa volt. Írói ambíciói is voltak, novellákat írt. Befejezte édesapja Az amerikai menyecske című félbemaradt regényét, és 1918-ban kiadta. Egy színműve kéziratban maradt.
Elhunyt 1921. június 24-én, életének 33., házasságának 9. évében. Örök nyugalomra helyezték 1921. június 26-án délután a Kerepesi úti temetőben, az evangélikus egyház szertartásai szerint.

## Művei

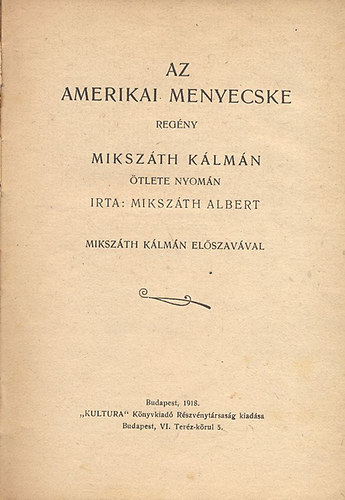
Az 1918-ban kiadott könyv borítója

- Az amerikai menyecske. Regény; Mikszáth Kálmán ötlete nyomán írta Mikszáth Albert; Kultúra, Bp., 1918 (A kultúra regénytára)
- Ki vesz majd Palinak cipőt? Elbeszélések; Légrády, Bp., 1919
- A szigorú ezredes (kiadatlanul maradt színműve)

### Az Új Időkben megjelent írásai
- Az őrtorony (elbeszélés). 1917. II. 344–345. o.
- Tollam (vers). 1917.II. 490. o.
- A divat (vers). 1918. I. 344. o.
- A megvásárolt álom (vers). 1921. 270–272. o.